# صينية تجميد
صينية التجميد أو Flash freezer أو Anti-griddle هي عبارة عن جهاز مطبخ يجمد في وقت قليل أو شبه قليل على سطح صينية من المعدن. وتأتي فكرة الجهاز بواسطة جهاز مشابه استخدمه جرانت اتشيز في أحد مطاعمه. و استخدم كبار الطهاة جهاز مماثل لجهاز جرانت اتشيز في أول مطعم له في شيكاغو، والذي اخترعه بمساعدة فني الطهي فيليب بريستون. الجهاز في حجم فرن الميكروويف. وقد تعاون جرانت اتشيز مع شركة بولي سينس لإنتاج كميات كبيرة من المُبرد للاستخدام في المنازل والمطاعم الأخرى.

## عملية التشغيل
تحافظ صينية التجميد على درجة حرارة ثابتة تبلغ-30 درجة فهرنهايت (c. -34.4 درجة مئوية) عن طريق ضخ سائل تبريد من خلال ضاغط لإزالة الحرارة من سطحه الصلب.
تتجمد السوائل والزيوت والمواد الهلامية عمومًا خلال 30 إلى 90 ثانية. يحتوي المنتج النهائي على نسيج خارجي مقرمش بينما يظل الداخل ناعمًا أو دسمًا.